# Comuna de Laskowa
Laskowa (polaco: Gmina Laskowa) é uma gminy (comuna) na Polónia, na voivodia de Pequena Polónia e no condado de Limanowski. A sede do condado é a cidade de Laskowa.
De acordo com os censos de 2005, a comuna tem 7348 habitantes, com uma densidade 100,9 hab/km².

## Área
Estende-se por uma área de 72,82 km², incluindo:
- área agricola: 56%
- área florestal: 40%

## Demografia
Dados de 30 de Junho 2005:
|                      | Total   | Total | Mulheres | Mulheres | Homens  | Homens |
| -------------------- | ------- | ----- | -------- | -------- | ------- | ------ |
|                      | pessoas | %     | pessoas  | %        | pessoas | %      |
| População            | 7348    | 100   | 3653     | 49,7     | 3695    | 50,3   |
| Densidade (pop./km²) | 100,9   | 100   | 50,2     | 50,2     | 50,7    | 50,7   |

De acordo com dados de 2002, o rendimento médio per capita ascendia a 1317,45 zł.

## Comunas vizinhas
- Iwkowa, Limanowa, Lipnica Murowana, Łososina Dolna, Żegocina